# Anastasio Aquino
Anastasio Aquino (Santiago Nonualco, El Salvador, 15 d'abril de 1792- San Vicente, 24 de juliol de 1833) fou un líder rebel al Salvador durant l'existència de la República Federal de Centreamèrica, a principis del segle xix.
Líder de l'anomenada rebel·lió d'Anastasio Aquino, va pertànyer a l'ètnia dels Nonualcos, que van ocupar l'actual territori del departament de La Paz.
Al llarg del segle xx ha estat pres com un símbol de rebel·lia i llibertat per part dels sectors polítics d'esquerra. Així mateix, l'art s'ha bolcat sobre la seva figura. Per exemple, els poetes Pedro Geoffroy Rivas i Roque Dalton li han dedicat part de la seva obra. L'escriptora Matilde Elena López va realitzar una peça teatral amb el nom de La balada de Anastasio Aquino.